# OpenLeaks
OpenLeaks (от англ. open — открытый и leak — утечка) — международный социальный сетевой проект, который создали бывшие коллеги Джулиана Ассанжа по WikiLeaks.
На OpenLeaks будет реализована возможность анонимного редактирования статей с использованием новых технологий, путём укрепления его технической базы и гарантирована демократичность в управлении.

## Разногласия с WikiLeaks
Причиной разногласий в коллективе WikiLeaks послужило недовольство некоторых участников портала — таких, как Даниэль Домшайт-Берг, Херберт Сноррасо и других методами управления Ассанжа, которые они назвали «тираническими».
Скандал вокруг WikiLeaks разразился после публикации на сайте переписки дипломатической службы США. Началось преследование создателей и сотрудников сайта и, чтобы как-то себя обезопасить в будущем, было решено отойти от WikiLeaks и создать свой Openleaks.

## Адреса OpenLeaks
Основатели OpenLeaks зарегистрировали 17 сентября 2010 домены OpenLeaks.org и OpenLeaks.net.